# Нижньозаморське
Нижньозамо́рське (крим. Nıjnözamorske) — село Керченського району Автономної Республіки Крим.